# Angelo Trentin
Angelo Trentin (Venezia, 11 febbraio 1925 – Venezia, 13 febbraio 2013) è stato un calciatore italiano, di ruolo mediano.

## Carriera
Esordì in Serie A con il Venezia il 14/10/1945; Triestina-Venezia 0-0
Giocò in Serie A e in Serie B con il Venezia e in Serie B con il Catania, da cui fu posto in lista di trasferimento nel 1951.
1944 Campionato Alta Italia Gruppo veneto - Girone A Venezia 10 presenze.
1945-46 Serie A Venezia 22 presenze.
1946-47 Serie A Venezia 33 presenze.
1947-48 Serie B Venezia 22 presenze.
1948-49 Serie B Venezia 10 presenze.
1950-51 Serie B Catania 2 presenze.
1952-53 Serie C Vigevano 20 presenze.